# Hyacinthe Robillard d’Avrigny
Hyacinthe Robillard d’Avrigny (* 1675 in Caen; † 24. April 1719 in Alençon) war ein französischer Historiker.
Robillard d’Avigny wurde bei den Jesuiten erzogen und später zum Prokurator am College zu Alençon ernannt.
Pater Louis Lallemant zensierte nach dem Willen der Obern zwei seiner Werke:
- Mémoires pour servir à l’histoire ecclésiastique 1600–1617, Paris 1720 und
- Mémoires pour servir à l’histoire universelle de l’Europe 1600–1716, Paris 1725

Das erstere kam trotz Lallemants Zensur in Rom auf den Index der verbotenen Bücher. Beim zweiten wurde Lallemants Zensur so ausgeführt, dass inhaltlich ein ganz anderes Werk herauskam als d’Avrigny geschrieben hatte.
Er starb 1719, wie man erzählt, aus Gram über diese Zensur.